# Dejvice

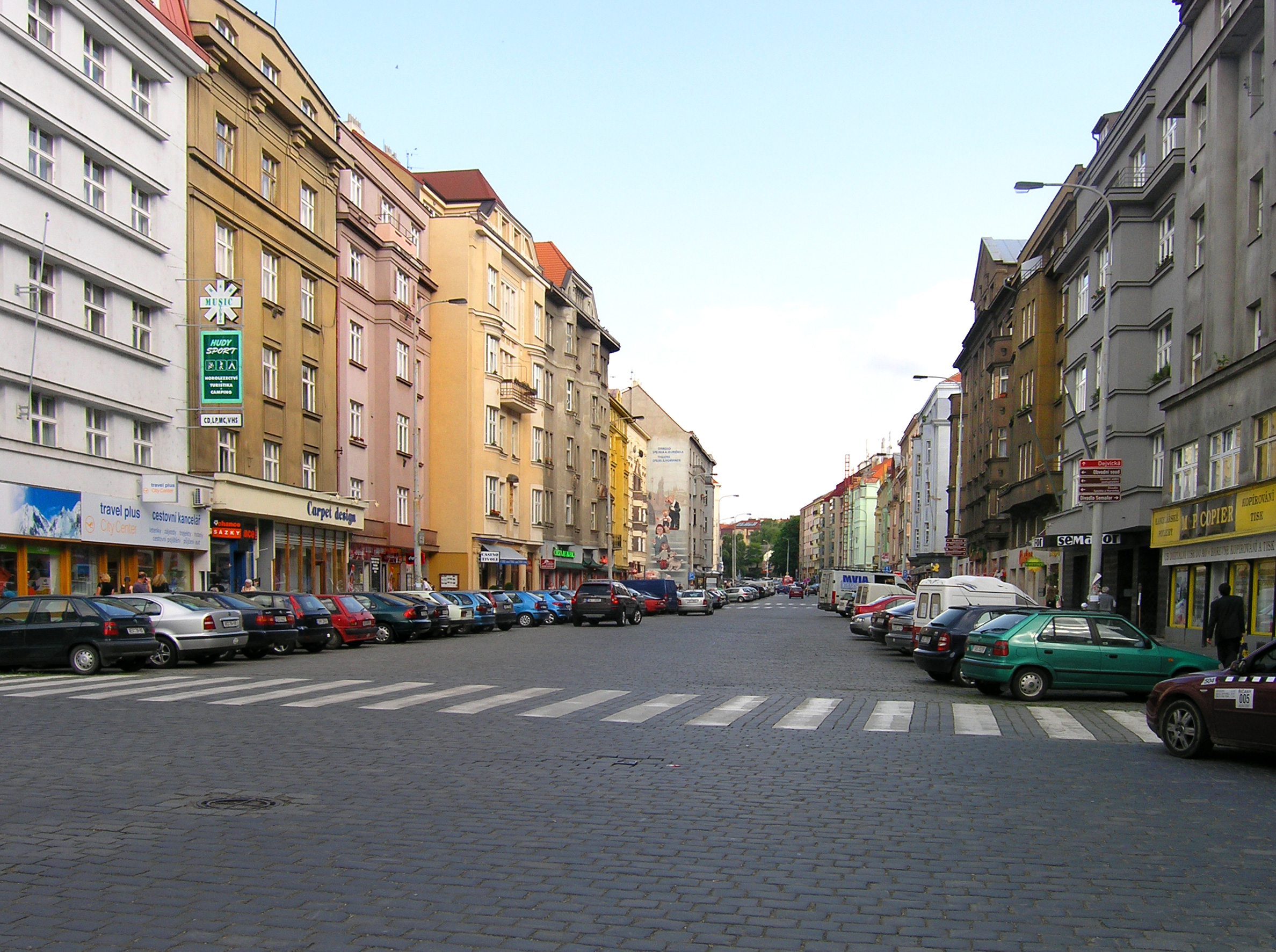
De straat Dejvická in Dejvice

Dejvice is een wijk in de Tsjechische hoofdstad Praag. Tot 1922 was Dejvice een zelfstandige gemeente. Nu behoort het tot het gemeentelijke district Praag 6. De eerste vermelding van het oorspronkelijke dorp stamt uit het einde van de 11e eeuw, onder de naam Dehnice.
Sinds het jaar 1978 is Dejvice aangesloten op het metronetwerk van Praag. In dat jaar werd lijn A verlengd tot Dejvice. In de wijk kwam een station met de naam Leninova. Tegenwoordig is het station genoemd naar de wijk en heet het Dejvická.
Andere bekende gebouwen in Dejvice zijn het Hotel Crowne Plaza Prague en de theaters Dejvické divadlo, Divadlo Spejbla a Hurvínka en Semafor. Ook het voetbalstadion "Na Julisce" van FK Dukla Praag, met een capaciteit van 28.000 toeschouwers, staat in de wijk.